# Chi Gà tiền
Chi Gà tiền (danh pháp khoa học: Polyplectron) là một chi trong họ Trĩ (Phasianidae), bao gồm 7 loài gà tiền sinh sống trong khu vực Đông Nam Á, từ Myanma tới Indonesia và Philippines cùng miền nam Trung Quốc. Gà tiền trống có bộ lông sặc sỡ đa dạng, trong khi gà tiền mái chỉ có bộ lông bình thường. Trong tên gọi bằng tiếng Trung của một số loài, người ta cũng sử dụng cụm từ 孔雀 (khổng tước), tuy nhiên không nên nhầm chúng với các loài công của chi Pavo, mặc dù quan hệ phát sinh loài chỉ ra rằng hai chi này cùng với các chi Afropavo, Argusianus, Rheinartia có quan hệ họ hàng rất gần, có lẽ là gần nhất.
Hệ thống hóa chi này vẫn còn chưa được rõ ràng. Các loài của chi Polyplectron đã tiến hóa trong khoảng thời gian nằm gần đúng trong khoảng từ Tiền Pliocen và Trung Pleistocen, hay 5-1 triệu năm trước (Ma).
Về mặt hình thái thì loài hơi khác thường Polyplectron malacense và loài chị em ít người biết đến của nó P. schleiermacheri tạo thành sự phân tỏa cơ sở tại khu vực xung quanh miền nam Biển Đông (đảo Borneo và các đảo cận kề cùng Malaysia bán đảo) với loài sặc sỡ P. napoleonis ở Palawan, Phillipines, như được xác nhận bởi so sánh địa lý sinh vật học và cytochrome b cùng D-loop của mtADN cũng như intron ovomucoit G của nADN.
Các mối quan hệ với các dạng khác được hiểu ít hơn. P. germaini và P. bicalcaratum là tương tự về mặt hình thái và gần như là kết quả của sự hình thành loài cận kề; các dữ liệu phân tử lại gợi ý rằng các đặc điểm đó chỉ là do chúng được thừa hưởng từ tổ tiên chung cùng với một số đơn vị phân loại khác, nhưng với độ chắc chắn không cao. Trong bất kỳ tình huống nào, các loài màu hơi nâu, sống trên đảo hay bán đảo là P. chalcurum (tại đảo Sumatra) và P. inopinatum (Malaysia bán đảo) dường như không bắt nguồn từ một sự kiện cô lập đơn lẻ, và dường như đã thu được màu sắc bộ lông dịu bớt đi một cách độc lập với xu hướng chung trong chi này là mất đi, chứ không phải "thu được" các dấu vết đặc điểm sặc sỡ của bộ lông. Lưỡng hình giới tính rõ nét được hỗ trợ tốt hơn bởi các dữ liệu địa lý sinh vật học và phân tử hơn là các kịch bản khác.

## Loài
| Hình ảnh | Danh pháp                                            | Tên thường gọi    | Mô tả                                     |
| -------- | ---------------------------------------------------- | ----------------- | ----------------------------------------- |
|          | Polyplectron napoleonis – trước đây P. emphanum      | Gà tiền Palawan   | Philippines                               |
|          | Polyplectron malacense                               | Gà tiền Mã Lai    | Bán đảo Mã Lai từ eo đất Kra về phía nam  |
|          | Polyplectron schleiermacheri                         | Gà tiền Borneo    | Borneo                                    |
|          | Polyplectron germaini                                | Gà tiền mặt đỏ    | trung nam Việt Nam và viễn đông Campuchia |
|          | Polyplectron bicalcaratum                            | Gà tiền xám       | Bangladesh, Đông bắc Ấn Độ và Đông Nam Á  |
|          | Polyplectron katsumatae – tách ra từ P. bicalcaratum | Gà tiền Hải Nam   | Hải Nam, Trung Quốc                       |
|          | Polyplectron chalcurum                               | Gà tiền đuôi đồng | Indonesia                                 |
|          | Polyplectron inopinatum                              | Gà tiền núi       | Malaysia                                  |